# Kanzaki Ryosuke
Ryosuke Kanzaki (sinh ngày 21 tháng 6 năm 1982) là một cầu thủ bóng đá người Nhật Bản.

## Sự nghiệp câu lạc bộ
Ryosuke Kanzaki đã từng chơi cho Kawasaki Frontale, Banditonce Kakogawa và Kamatamare Sanuki.